# Willem Johannes Martens

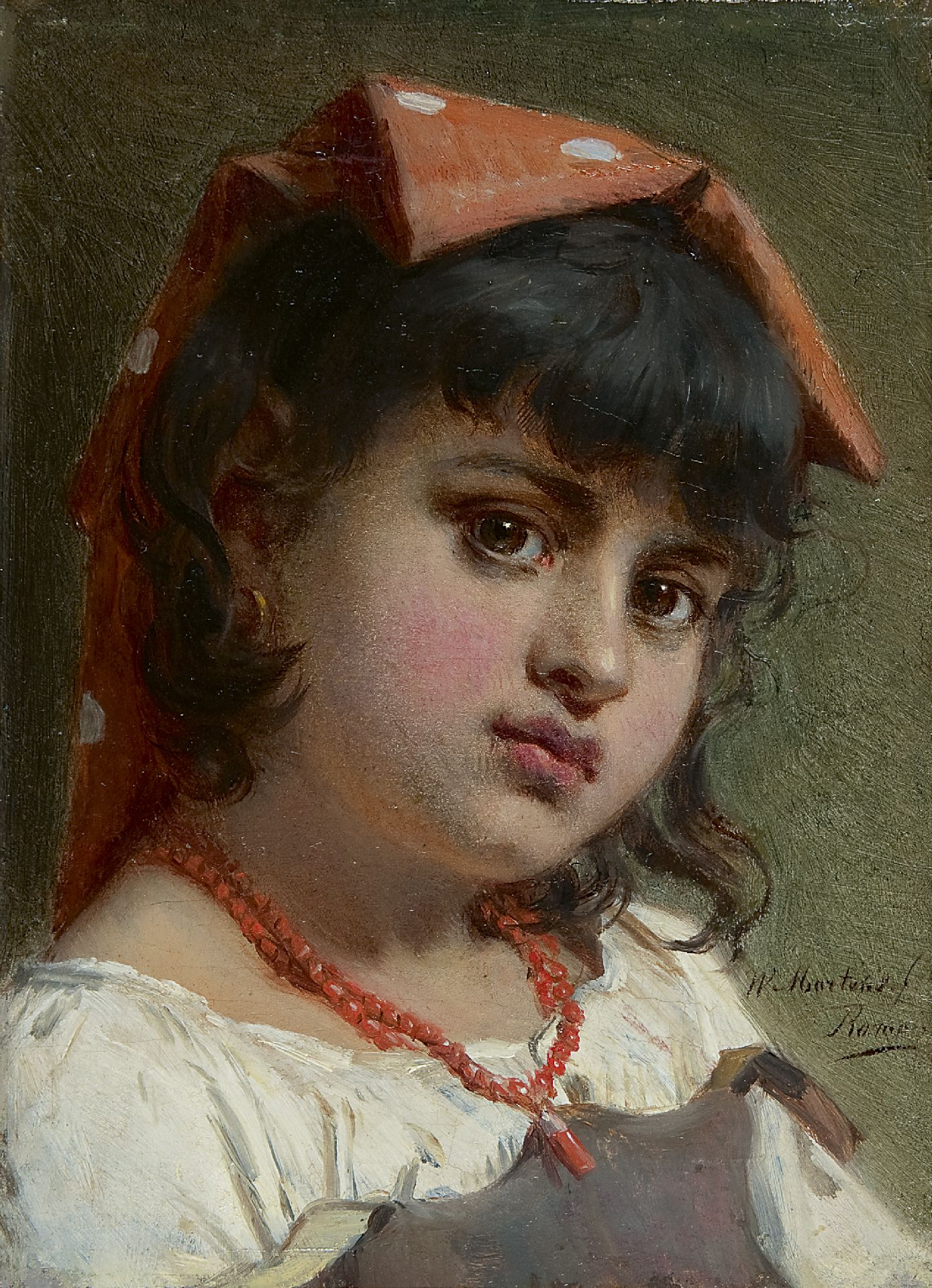
Junge Italienerin

Willem Johannes Martens (* 14. August 1839 in Amsterdam; † 2. Februar 1895 in Berlin) war ein niederländischer Genremaler.
Martens war Schüler von Nicolaas Pieneman.
Er lebte und arbeitete nach dem Studium anfangs in Amsterdam, dann nach 1871 abwechselnd in Rom (1874, 1878–1881, 1887), in Den Haag 1889 und in Berlin ab 1892. 
Er nahm an Ausstellungen in Amsterdam, Den Haag, Arnhem und Rotterdam 1861–1894 und Leeuwarden 1859–1863 teil. Er stellte auch im Münchner Glaspalast aus. 
Während des längeren Aufenthaltes in Rom, wo er Mitglied des Künstlerverbandes „Gli Acquarellisti“ war, schuf er meist Genrebilder der italienischen Folklore. Er malte auch Genreszenen in Kostümen des 17. und 18. Jahrhunderts.